# Misumenops varius
Misumenops varius är en spindelart som först beskrevs av Eugen von Keyserling 1880.  Misumenops varius ingår i släktet Misumenops och familjen krabbspindlar.
Artens utbredningsområde är Colombia. Inga underarter finns listade i Catalogue of Life.